# Maria Ilinitchna Oulianova
Pour les articles homonymes, voir Oulianova.
Maria Ilinitchna Oulianova (russe : Мари́я Ильи́нична Улья́нова), née en 1878 à Simbirsk, aujourd'hui Oulianovsk, et morte en 1937 à Moscou, est une révolutionnaire et femme politique russe et soviétique, journaliste et sœur cadette de Vladimir Lénine.

## Biographie

### Jeunesse et formation
Maria Ilinitchna Oulianova est née le 6 février 1878 (18 février dans le calendrier grégorien) à Simbirsk. Elle est le dernier enfant d'Ilia Nicolaïevitch Oulianov, directeur des écoles de Simbirsk, et de Maria Alexandrovna Oulianova. Elle étudie d'abord au lycée de Simbirsk, puis à Moscou, où elle termine son cycle secondaire en 1893. En 1895 elle postule au département de physique-chimie de la faculté de mathématique des cours Bestoujev à Saint-Pétersbourg, mais elle n'est retenue et elle doit s'inscrire en 1896 aux cours féminins supérieurs de Moscou (ru). Elle en sort deux ans plus tard avec le diplôme de préceptrice. Elle suit ensuite des cours à la faculté de physique-chimie de la nouvelle université de Bruxelles,.  
En 1908 et 1909, elle reprendra des études à la Sorbonne à Paris, où elle obtient un diplôme de professeur de français.  

### Activisme révolutionnaire
Elle rejoint le Parti ouvrier social-démocrate de Russie (POSDR) en 1898. Revenue en Russie, elle assure la propagande auprès des cellules d'ouvriers, diffuse des documents illégaux et est agent de liaison. Elle est arrêtée plusieurs fois. En 1899, après l'arrestation de membres du POSDR de Moscou, elle est envoyée et placée sous surveillance policière à Nijni Novgorod.
Elle est à nouveau arrêtée le 1er mars 1901 et envoyée après une détention de sept mois en exil à Samara, puis en janvier 1904 et libérée sous caution en juin. Elle part alors en Suisse, à Genève,.  
Elle revient en 1905 à Saint-Pétersbourg, où elle est secrétaire du comité du parti pour le raïon de l'île Vassilievski. Elle est arrêtée le 2 mai 1907, et déménage après sa libération à Moscou, où elle continue à travailler pour les organisations du PSDOR. En 1908 et 1909, elle est Paris et assiste Lenine.   
En 1910, elle revient clandestinement en Finlande, dans le village de Leppenino, près de Terijoki, non loin de Saint-Pétersbourg. Elle y travaille comme préceptrice, et est à nouveau arrêtée et emprisonnée en mai 1912, puis exilée à Vologda. Revenue à Moscou, elle suit des cours d'infirmière de février à avril 1915, puis, pendant l'été 1915, est affectée sur le front de l'Ouest, dans un régiment sanitaire[réf. nécessaire]. Elle revient ensuite dans les organisations du parti à Moscou, et fait le lien avec son comité central à l'étranger.

### Rôle dans la presse soviétique
Elle s'est impliquée dans le développement de la presse sociale-démocrate, puis communiste, en tant qu'agent de l'Iskra, à partir de 1900, puis au comité de rédaction de la Pravda de 1917 à 1929. Elle est une des organisateurs du mouvements des correspondants ouvriers et des correspondants paysans ((ru) рабкор et селькор), auxquels il était donné la parole dans la presse soviétique pour exprimer les sentiments populaires. Elle est également à partir de 1924 rédactrice dans la revue Le correspondant ouvrier-paysan ((ru) Рабоче-крестьянский корреспондент).

### Responsabilités dans l'appareil central du parti et dans l'État soviétique
Elle a été membre du secrétariat du comité central du Parti ouvrier social-démocrate de Russie à partir de 1903, du bureau du comité central du Parti ouvrier social-démocrate (bolchevik) de Russie  à partir de 1917, de la commission centrale de contrôle du Parti communiste de Russie (bolchévik) de 1925 à 1934 et de son praesidium de 1932 à 1934, et de la commission du contrôle soviétique et du comité exécutif central d'URSS à partir de 1935,.   
Méprisée par Staline, elle était proche de Nicolas Boukharine lorsque celui-ci dirigeait la Pravda.    
Elle est morte le 12 juin 1937. Ses funérailles ont eu lieu sur la place Rouge à Moscou.

## Ouvrages
- (ru) Вопросы руководства рабселькоровским движением [« Questions sur la conduite du mouvement des correspondants de presse ouvriers et paysans »], Moscou,‎ 1928.
- (ru) « Рабкоровское движение за границей и международная связь » [« Le mouvement des correspondants de presses ouvriers et paysans à l'étranger et les liens internationaux »], Правда / Беднота,‎ 1928
- (ru) Отец В. И. Ленина — И. Н. Ульянов. 1831—1886. [« Le père de V. I. Lénine : I. N. Oulianov. 1831 - 1886 »], Moscou - Leningrad, ОГИЗ,‎ 1931 ;
- (ru) О Ленине [« Sur Lénine »], Moscou, Партизда,‎ 1934, réédité par Политиздат en 1964, 1966, 1969 et 1971 ;
- (ru) « Мать Владимира Ильича — М. А. Ульянова », Вопросы истории КПСС (Questions d'histoire du PCUS), no 4,‎ 1964 ;
- .(ru) О Ленине и семье Ульяновых [« A propos de Lénine et de la famille Oulianov »], Moscou, Политиздат,‎ 1978, réédité en 1989 ;
- (ru) Воспоминания о Владимире Ильиче [« Souvenirs à propos de Vladimir Lénine »], Moscou, Молодая гвардия,‎ 1984, réédité en 1985.
- (ru) « Мой путь в революцию (автобиография) » [« Mon chemin vers la révolution - Autobiographie (écrit en 1935) »], Правда,‎ 18 février 1968

## Prix et distinctions
- Ordre de Lénine (1933)[1].

## Postérité

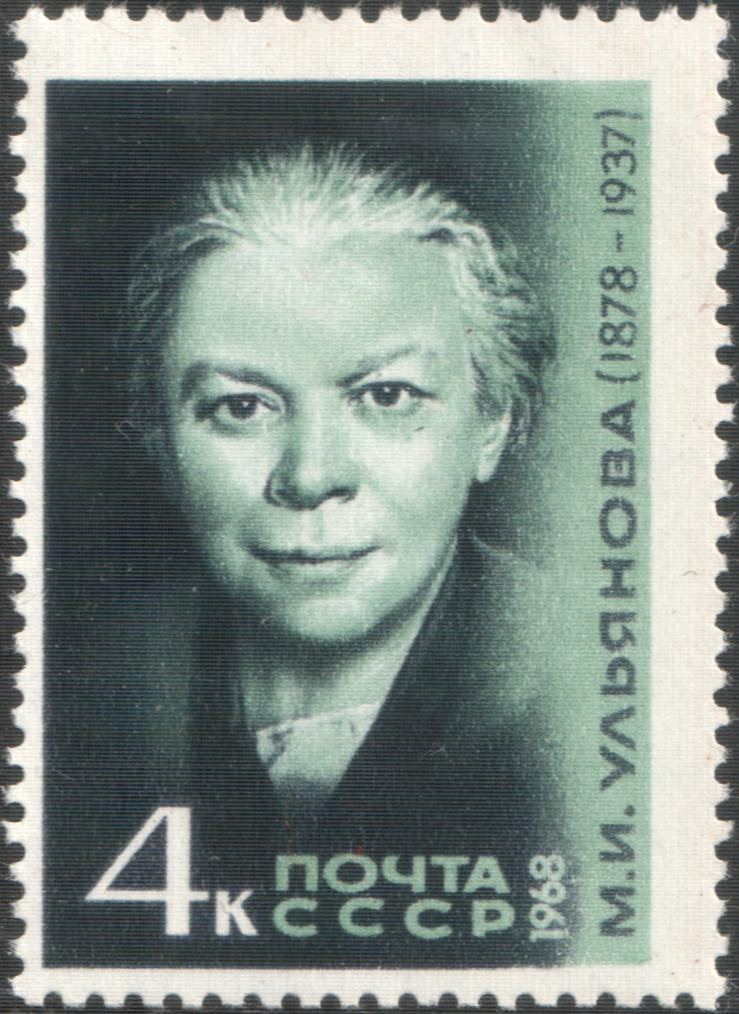
The Soviet Union 1968 CPA 3603 stamp (Maria Ilyinichna Ulyanova (1878–1937))

- Plusieurs rues portent son nom, à Moscou, Vologda, Saint-Pétersbourg, et à Donetsk, en Ukraine.
- Un timbre et une enveloppe commémorative ont été édités par la poste soviétique.
- La Pravda rend hommage dans un article publié en 2003[5] ;